# Lo mai gai
Il Lo mai gai (cinese tradizionale: 糯米雞; cinese semplificato: 糯米鸡; pinyin: nuòmǐ jī; jyutping: no6 mai5 gai1; IPA: nɔ̀ː mɐ̌i kɐ́i), o Nuo mi ji in cinese, è un piatto tipico della cucina cantonese e cinese del sud, dove viene servito come dim sum durante l'ora del tè. Il nome è da tradursi letteralmente come riso glutinoso al vapore con pollo avvolto in foglie di loto.

## Descrizione
Il lo mai gai è per lo più un piatto del sud della Cina. Il riso glutinoso viene riempito da diversi condimenti, a scelta pollo, funghi neri cinesi, salsicce cinesi, scalogno e più raramente gamberetti essiccati. La palla di riso così ripiena viene poi avvolta in una foglia di loto essiccata e, infine, cotta al vapore. In Nord America, vengono principalmente usate foglie di banano, giglio o uva.
In Malaysia ed a Singapore esistono due tipi di lo mai gai, il primo dei quali è la versione originale cantonese. La seconda, al contrario, è una variante takeaway servita nei coffee shop e nei negozi di specialità locali dim sum. Il lo mai gai takeaway si differenzia da quello originale poiché il riso glutinoso viene accompagnato direttamente da pollo e non avvolto in foglie di loto, ma chiuso in una semplice scatolina. Una delle compagnie più famose che lo produce è la Kong Guan.

## Varianti
A volte il lo mai gai viene diviso in due involtini più piccoli, che vanno sotto il nome di chun zhu gai (珍珠雞), che si traduce letteralmente come pollo a perla.
Grazie alla flessibilità delle foglie di loto, i lo mai gai vengono generalmente avvolti a formare un parallelepipedo. Lo zongzi, variante diffusa in tutta la Cina e l'Asia orientale, utilizza invece come involtino le foglie di bambù, che vengono piegate in modo da formare una piramide a base triangolare, ossia un tetraedro.

## Galleria d'immagini

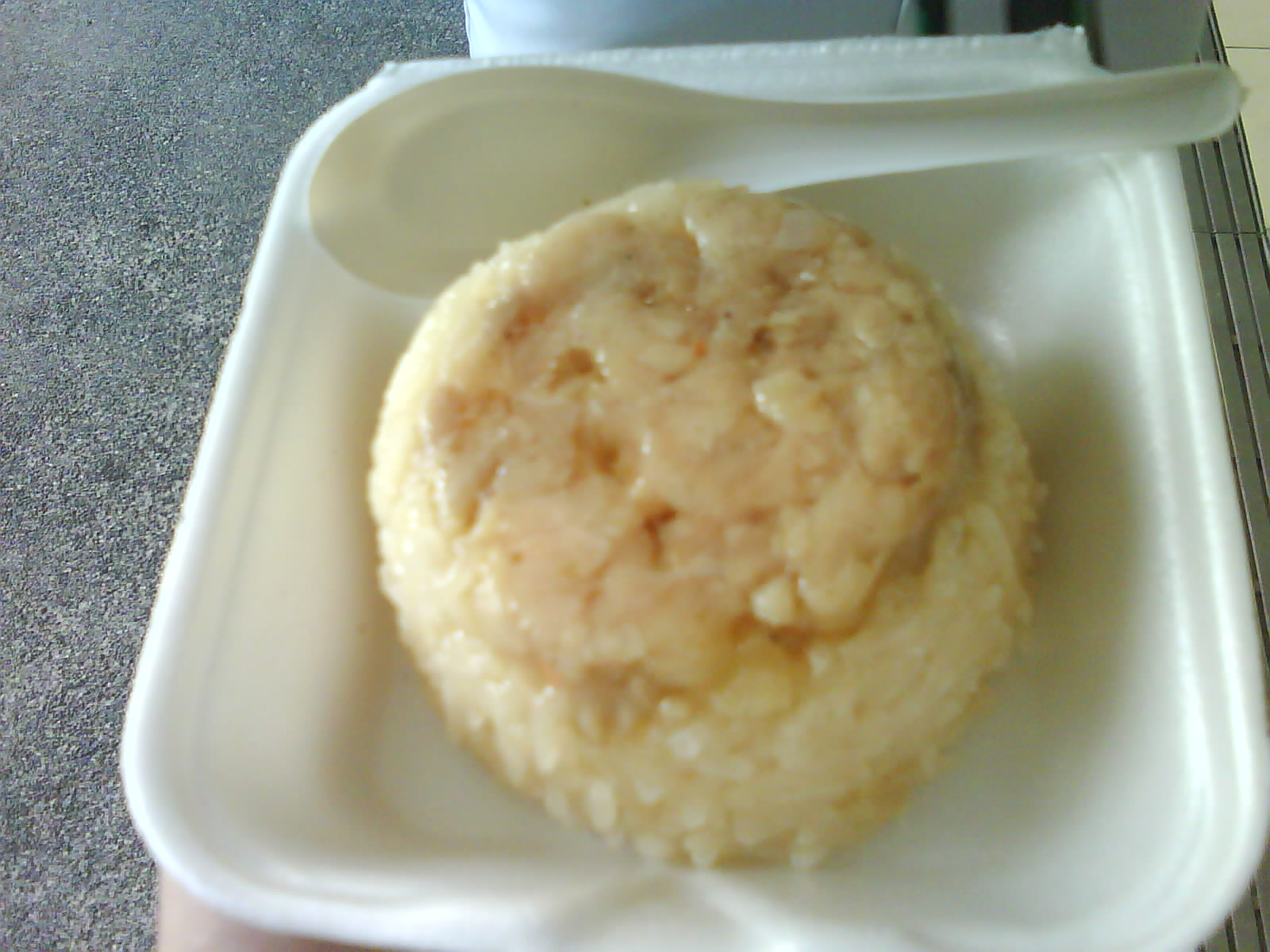
Lo mai gai in stile takeway, generalmente servito in una piccola scatola